# Pinheiros (Monção)
Pinheiros is een plaats (freguesia) in de Portugese gemeente Monção en telt 372 inwoners (2001).

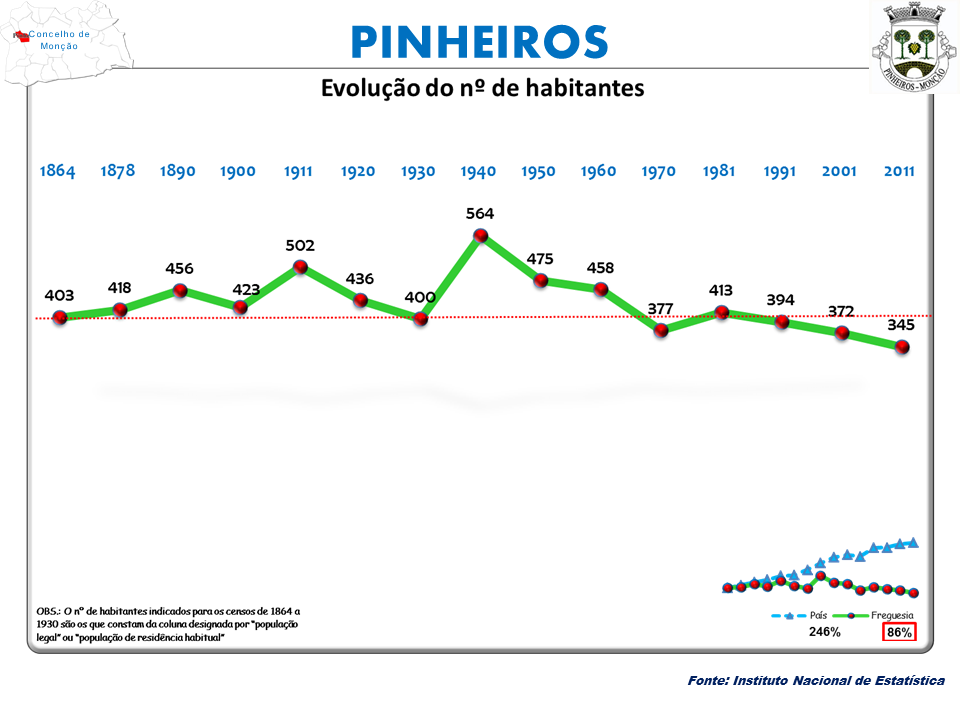
Bevolkingsontwikkeling tussen 1864 en 2011